# Goritsa Grantcharova-Kojareva
Goritsa Grantcharova-Kojareva, née le 9 avril 1966 à Godlevo, est une femme politique bulgare.

## Biographie
Elle est membre de la Cour des comptes de 2005 à 2011, puis depuis 2014. Elle en devient vice-présidente en 2015, et présidente par intérim en 2023. En vue de la tenue des élections législatives bulgares de juin 2024, conformément à la Constitution, elle fait partie des personnalités éligibles pour assurer l'intérim à la tête du gouvernement. Elle décline le poste de Première ministre, et le président de la Cour des comptes Dimitar Glavtchev est choisi à sa place. Elle assure ainsi l'intérim à la tête de la Cour des comptes à la suite de son départ.
Les élections législatives bulgares de juin 2024 ne permettent pas de former un gouvernement. Le 19 août, après l'échec par trois fois des partis politiques à former un gouvernement, le président de la République Roumen Radev charge Goritsa Grantcharova-Kojareva, alors vice-présidente de la Cour des Comptes, à former un gouvernement. Le président lui demande de former un gouvernement d'ici au 19 août, de sorte à dissoudre le Parlement en vue de la tenue d'un nouveau scrutin le 20 octobre. Elle prête serment le jour même.
Le 19 août, alors que Goritsa Grantcharova-Kojareva annonce son nouveau gouvernement, le président Radev refuse de l'approuver car il reconduit Kalin Stoïanov comme ministre de l'Intérieur. Devant le refus de la Première ministre désignée de proposer un autre nom, le président Radev met fin à sa désignation. Stoïanov est soupçonné d'être proche de Delyan Peevski. Glavtchev se montre disposé à se maintenir en poste en attendant le choix d'un successeur. Il est changé de former un gouvernement d'ici le 26 août.